# 貴成
貴成（1818年—？年），字就亭，一字子文，号錦泉，馬佳氏，杭州駐防蒙古正白旗人。道光二十三年癸卯科(1843年)浙江鄉試中式第60名舉人，道光三十年庚戌科(1850年)中式繙譯進士，以主事用，籤分戶部職方司，升員外郎堂郎中，監督倉務，簡放熱河兵備道。著有《靈石山房詩草》和《靈石山房續草》各一卷。